# Мовчунівський провулок
Мовчунівський прову́лок — провулок у Святошинському районі міста Києва, селище Біличі. Пролягає від вулиці Христини Сушко до вулиці Володимира Наумовича.
Прилучаються вулиці Віденська та Володимира Шульгина.

## Історія
Провулок виник у 1-й половині XX століття. Перша назва на честь Олексія Павленка (1905–1934) — радянського державного діяча, секретаря Біличанської сільської ради в 1927–1930 роках.
Сучасна назва, що походить від історичної місцевості Мовчуни в Біличах — з 2021 року.

## Зображення

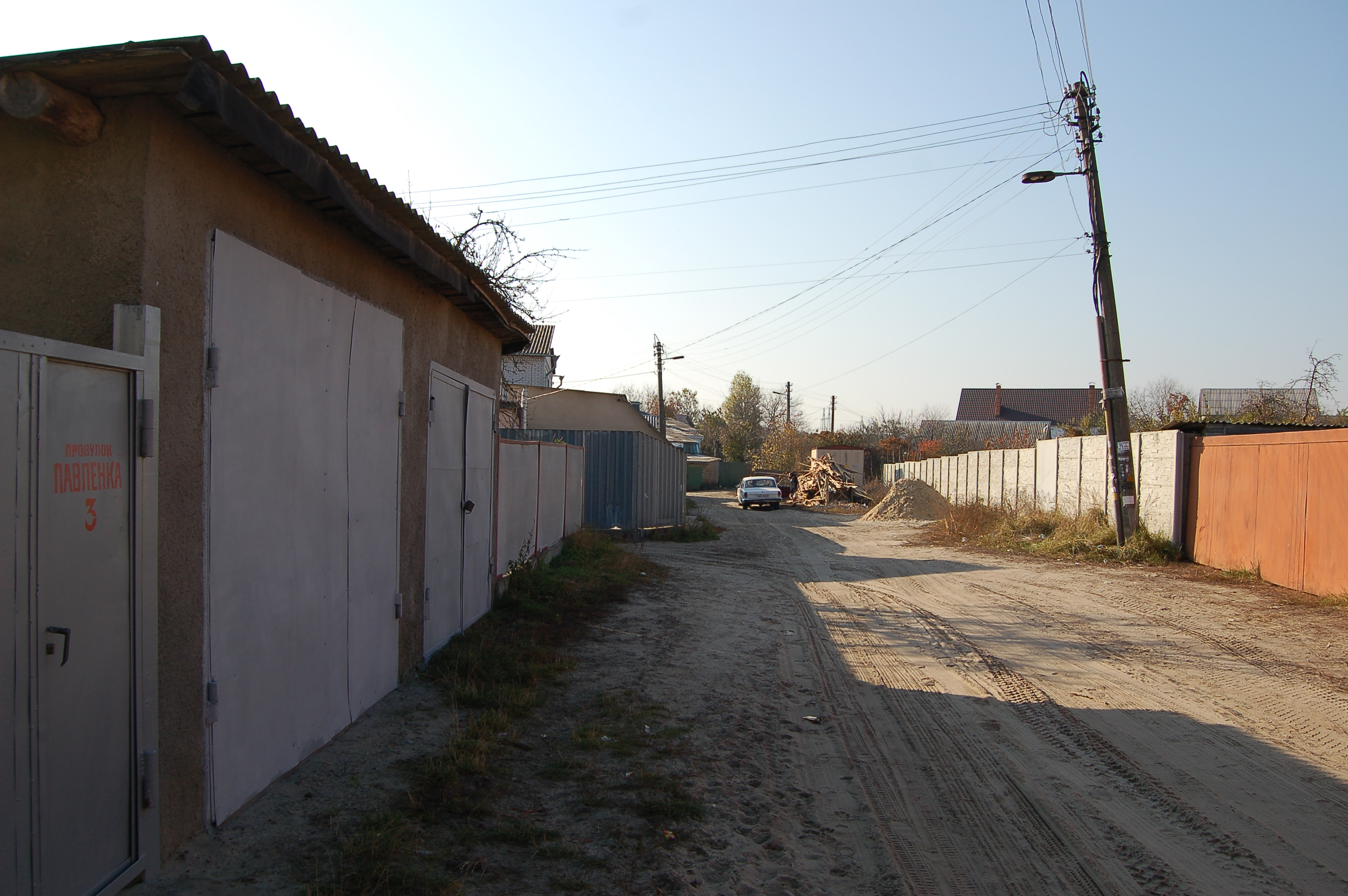